# Прусська війна (твір)
Прусська війна (лат. Bellum Prutenum) — епічна історична поема, написана в 1515 році Яном Віслицьким. Вперше видана у 1516 році краківським друкарським двором Яна Галера. Поема прославляє перемогу над хрестоносцями, здобуту як національну боротьбу. Твір визначається монументальністю батальних сцен, пластичністю образів природи. Поема стоїть біля витоків епічного жанру в білоруській, польській та литовській літературах.
Композиція з трьох частин нагадує структуру музичної симфонії, створеної за допомогою античної поетики, яка тут поєднується з християнським романтизмом, середньовічним духом лицарства та народним живописом. Ян Віслцький став зачинателем світського напряму в епічній поезії Польщі, Литви та Білорусі, одягнену у старовинні костюми — класичну латину. Поет висвітлив велику історичну подію, лицарські подвиги Ягайла та Вітовта зі світлом любові до своєї Батьківщини. Досвід Яна Віслицького, ймовірно, використав автор ліро-епічної поеми «Пісня про зубра» (1522) Микола Гусовський.

## Зміст
Поема складається з трьох частин, або, відповідно до тогочасної термінології, з трьох книг.

### Перша частина
Перша частина — це поетична прелюдія, експозиція до героїчного епосу, умовна молитва олімпійським богам і музі епічної поезії Калліопі з проханням вдихнути у груди поета натхнення для прославлення короля і великого князя Сигізмунда I, його славного діда Ягайла, династію Ягеллонів. Поет називає їх метафорично «сарматськими царями», умовно поетично приєднуючись до античних міфів про сарматське походження слов'янських народів.

### Друга частина
Другу, центральну, частину поеми автор резюмує так: «Кніга другая пакажа Літвы лясістай прасторы, слаўны народ той, адкуль мужны Ягайла пайшоў» («Друга книга покаже Литви лісисті простори, славний народ той, від якого мужній Ягайло пішов»). Вона присвячена історії завоювання пруссів хрестоносцями, опису агресивної політики німецького Ордену щодо своїх сусідів, підготовці та перебігу самої Грюнвальдської битви 1410 року, яка закінчилася перемогою об'єднаних сил союзників під керівництвом короля Ягайла та великого князя Вітовта. Історичними джерелами поет використав «Історію Польщі» Яна Длугоша, листи короля Ягайла, народні легенди та історичні перекази. Описуючи війну, Ян Віслицький використав досвід античної поезії, наслідування язичницькій міфології, створюючи образи-евфемізми: зерно — дари Церери, розпочалася війна — «Марс жорстокий піднявся». Він добре знав народну поезію, використовував її для опису нападів хрестоносців на польські землі.

### Третя частина
Третя частина поеми «Прусська війна» присвячена одруженню Ягайла, який не мав династичного наступника, з київською княжною Софією Гольшанською. Вона, каже поет, «чароўная німфа ў краіне русінаў, Боская німфа — найпрыгажэйшая ў свеце дзяўчына» («чарівна німфа в країні русинів, Божественна німфа — найкрасивіша у світі дівчина»). Поряд з урочистим ораторським стилем тут присутні пастирські мотиви, дотепні евфемізми, наприклад, про те, як Юпітер докучав олімпійським богам, «шукаючи князю сивому сужену». На відміну від героїчних образів славних лицарів попередньої частини поеми, увага перенесена на ліричну тему — пісню про улюбленця народу, добру дворянку славного роду Гольшанських, краса якої перевершила грецьких богинь та німф. На весіллі Юпітер скликає всіх олімпійців: богиня Юнона обіцяє молодим щастя і багатство, Мінерва гарантує своїм дітям мудрість, а Марс бажає всій династії військової слави. Врешті-решт богиня кохання приносить на весілля «німфу русинів» Соню. Народ святкує королівський шлюб радісними піснями, музикою, звучать ліри та арфи.

## Видання і переклади
Перше видання «Прусської війни» збереглося в одному примірнику в Ягеллонській бібліотеці в Кракові. Лише у 1887 році поему було перевидано латинською мовою з дослідженнями та коментарями Броніслава Кручкевича, також латинською мовою. Ще в 1874 році Владислав Сирокомля переклав уривок з поеми Яна Віслицького на польську мову. У 1880 році Кароль Мехежинський написав коротку працю про Яна Віслицького і цитував кілька поетичних та прозових уривків з «Прусської війни». Повний поетичний переклад поеми польською мовою з'явився лише у 1932 році у Львові. Повний переклад вірша білоруською мовою вперше зробила Жанна Некрашевич-Коротка в 1997 році.